# نوئل-نوئل
نوئل-نوئل (فرانسوی: Noël-Noël‎; ۹ اوت ۱۸۹۷ – ۵ اکتبر ۱۹۸۹) با نام واقعی لوسین نوئل بازیگر و فیلم‌نامه‌نویس اهل فرانسه بود.
از فیلم‌ها یا برنامه‌های تلویزیونی که وی در آن نقش داشته‌است می‌توان به بازگشت به زندگی، مانکن، هفت گناه کبیره و جسیکا  اشاره کرد.